# 陈听香
陈听香（19世纪？—1912年4月9日），广东番禺人，清末民初报人、记者。

## 生平
光绪三十二年（1906年），陈听香办《亚洲报》，因抨击清廷将当时商办的粤汉铁路收归官有而被捕，囚禁于番禺狱中。这是中国晚清以来第一位因抨击时政而入狱的记者。获营救出狱后，他继续在广州办报。辛亥革命广州光复后，他主持《公言报》以及《陀城日日新闻》，经常批评时政，“常以民意代表及政府监督员自居”，遭到广东都督陈炯明猜忌。
1912年1月前后，《公言报》、《陀城独立报》、《国事报》等9家报纸先后刊登了“燕塘新军解散”的消息。陈炯明遂以“事关军政，不容捏造事实，扰乱军心”为名，勒令《国事报》停刊，传讯各报主笔，并要拘留陈听香和《人权报》主笔陈藻卿。1912年1月13日，陈听香领衔发表《广州报界全体布告同胞书》，指控陈炯明“干涉报纸之野蛮举动”，“欲借报馆以逞其大威福”，“欲为数月封八家报馆之张鸣岐第二”。陈炯明遂未拘留陈听香等人。
1912年3月初，陈炯明使用武力裁撤民军，首先用武力裁撤实力最强的王和顺的惠军。在东南关长堤一带激战三个昼夜后，惠军失败，王和顺逃走。陈听香为王和顺鸣冤，“《公言报》以两军交哄于民居繁密之地，指斥之”。3月18日和19日，《总商会报》连续发表文章抨击陈炯明。3月19日，陈炯明以“捏造谣言，煽惑人心，依附叛军，妨害军政”等罪名下令 “永远禁止《总商会报》出版，并逮捕司理人甘德馨”。3月20日，陈炯明下令查封了《公言报》、《陀城独立报》，称其刊登“匿名函件，造谣惑众，希图破坏政府，扰乱治安，核与《总商会报》情节相同，应一并查封究办”，“逮捕总司理人梁宪廷及总司理兼编辑人冯冕臣二名，编辑人陈听香”，送陆军司讯办。陈听香闻讯逃避香港，不久潜回广东。4月6日，《新报业公社》主任以及《中原报》记者将陈听香扭送广东军政府司法部，其后押往广东都督府，交陆军法务局“讯办”。4月9日，根据陈炯明的旨意，法务部以“依附叛军，妨害军政”等罪名，依照《军律》第十条，判处陈听香死刑，当天晚上执行。一说“至后日下午即发令枪毙”。